# Государственные символы Луганской Народной Республики
Государственными символами Луганской Народной Республики  являются государственный флаг, государственный герб и государственный гимн Луганской Народной Республики

## Флаг

Государственный флаг Луганской Народной Республики

Государственный флаг Луганской Народной Республики представляет собой прямоугольное полотнище из трех равновеликих горизонтальных полос: верхней — голубого, средней — синего и нижней — красного цвета. Отношение ширины флага к его длине 2:3. Голубой — символизирует небесную чистоту и непорочность, синий — упорство и постоянство, настойчивость, преданность, самоотверженность, серьёзность, красный — могущество, прорыв, стремление к победе.
| Цвета | Голубой     | Синий    | Красный |
| ----- | ----------- | -------- | ------- |
| RGB   | 100-200-255 | 0-57-166 | 240-0-0 |
| HTML  | #64C8FF     | #0039A6  | #F00000 |

## Герб

Государственный герб Луганской Народной Республики

Государственный герб Луганской Народной Республики представляет собой граненную от углов к центру красную пятиконечную звезду, обрамленную белой каймой и золотыми лучами. Слева и справа от звезды расположены золотые пшеничные колосья, обвитые стягом в цветах Государственного флага Луганской Народной Республики, по одному цвету флага на каждый виток стяга — голубой, синий, красный соответственно. За пшеничными колосьями расположен венец из дубовых листьев, по девять листьев с каждой стороны. Под звездой расположен стяг в цветах Государственного флага, на каждой из цветных полос стяга расположены слова — «Луганская», «Народная», «Республика» сверху вниз соответственно. Надпись выполнена золотом шрифтовой гарнитурой с засечками. Над пятиконечной красной звездой расположена восьмиконечная золотая звезда, к которой смыкаются обе группы пшеничных колосьев.

## Гимн
Государственный гимн Луганской Народной Республики представляет собой музыкально-поэтическое произведение, исполняемое в случаях, предусмотренных настоящим Законом.

### Официальный текст
Над тобою победы знамёна развеваются тысячи лет,
Наша Родина непобежденных,
Кто оставил в истории след!
Пусть гремят ещё грозы над краем,
Мы стояли на том и стоим:
Славу предков своих оправдаем -
Дело правое! Мы — победим!
Луганская Народная
Республика свободная!
Свет солнца восходящего
И сотни нелегких дорог.
Луганская Народная
Республика свободная!
С нами сила земли,
С нами воля людей,
С нами Бог!
Мы трудом своим землю прославим,
Мы потомков достойных взрастим.
Наша Родина, наша Держава,
Твое имя в сердцах сохраним.
И освятится сила народа
В наш единый и крепкий союз.
Будет братство в нём, честь и свобода,
И Соборная, славная Русь!
Луганская Народная
Республика свободная!
Свет солнца восходящего
И сотни нелегких дорог.
Луганская Народная
Республика свободная!
С нами сила земли,
С нами воля людей,
С нами Бог!